# Lucio Manlio Vulsone (pretore 218 a.C.)
Lucio Manlio Vulsone (fl. III secolo a.C.) è stato un politico e militare romano che ha ricoperto la carica di pretore nel 218 a.C., il primo anno della seconda guerra punica.
Probabilmente appartiene ai dispersi dopo la battaglia di Canne del 216 a.C.

## Biografia
Lucio Manlio Vulsone apparteneva alla gens Manlia e potrebbe essere stato un figlio del console del 256 e 250 a. C., Lucio Manlio Vulsone Longo. Non si sa nulla sulla sua vita precedente.
Anche se lo storico romano Tito Livio descrive lui e Gaio Atilio Serrano con il loro nome completo solo in occasione della loro candidatura senza successo per il consolato di 216 a. C., si tratta molto probabilmente dei due pretori Lucio Manlio e Gaio Atilio del 218 a.C. che sono sempre citati da Livio e dallo storico greco Polibio, senza loro praenomen.
Verso l'inizio del 218 a. C. furono dedotte le colonie romane di Placentia (l'odierna Piacenza) e Cremona e verso la metà dello stesso anno, incoraggiati dalla prospettiva dell'imminente arrivo di Annibale nel nord Italia, i Boi si sollevarono nella pianura padana contro i Romani. Li seguirono gli Insubri. Insieme espulsero i coloni romani da Piacenza e Cremona e assediarono i fuggitivi a Mutina (l'attuale Modena).
Tito Livio ci informa che L. Manlio Vulsone ricoprì la carica di pretore nel 219 nel territorio della Gallia Cisalpina; nella fattispecie, doveva trattarsi di un praetor inter peregrinos, in quanto, all'epoca, il numero dei pretori era stato recentemente aumentato a quattro (nel 227 a.C., secondo la cronologia proposta da T. Corey Brennan). La presenza del praetor inter peregrinos nelle regioni a nord di Roma si giustifica con la minaccia, assai stringente in quegli anni, dei Galli sollecitati alla rivolta da Annibale.
Nell'anno della sua pretura, Vulsone dovette far fronte a dei disordini, in seguito ai quali edificò un tempio alla Concordia; dopodiché il suo nome ricompare nel racconto degli eventi dell’anno successivo, il 218, sempre in Gallia, dove con ogni probabilità agì con il titolo di pro praetore, avendo quindi ricevuto una proroga dell’imperium relativo alla carica.
In seguito all'offensiva dei Boii contro le colonie di Placentia e Cremona, il propretore Vulsone (trovandosi già nell'area) tentò di portare soccorso contro il nemico che si apprestava ad attaccare Mutina, ma cadde vittima di un’imboscata e fu costretto a ripiegare a Tannetum, dove finì assediato a sua volta. La situazione si risolse, poi, grazie all'intervento del nuovo praetor inter peregrinos, C. Attilio (Regulus?), che costrinse i Galli alla fuga.
Vulsone, insieme a C. Attilio, lasciò poi il comando dei suoi uomini al console P. Cornelio Scipione, giunto via mare a Pisa, e qui le sue tracce si perdono nella storia.